# ميكروماتة أرغونية
ميكروماتة أرغونية (الاسم العلمي: Micrommata aragonensis) هي نوع من العنكبوتيات تتبع جنس الميكروماتة من فصيلة العناكب الصيادة.